# Moonlight Drive
«Moonlight Drive» (укр. Гонка при місячному світлі, інший варіант Гонка по місячному світлі) — пісня каліфорнійського гурту «The Doors», шоста на їхньому другому альбомі «Strange Days». Вона була видана на стороні Б синглу «Love Me Two Times» восени 1967 року.
«Moonlight Drive» є однією з перших пісень, написаних Джимом Моррісоном.
Вірші були написані влітку 1965 року, коли Моррісон, залишивши університет, жив у будці на березі брудної канави і весь свій вільний час, якого у нього було достатньо, проводив на лос-анджелеському пляжі «Венеція». За той період Джим встиг створити більше матеріалу, ніж за все останнє життя.
Існує певна легенда, за якої Рей Манзарек, майбутній клавішник «Doors», після того, як Джим Моррісон наспівав йому першу строфу з «Гонки по місячному світлі», був настільки вражений цією лірикою, що одразу запропонував Джиму створити гурт. Цей епізод є у біографії «No One Here Gets Out Alive» та у фільмі Олівера Стоуна «The Doors».